# Saint-Alban-des-Villards
Saint-Alban-des-Villards is een gemeente in het Franse departement Savoie (regio Auvergne-Rhône-Alpes) en telt 89 inwoners (2009). De plaats maakt deel uit van het arrondissement Saint-Jean-de-Maurienne.

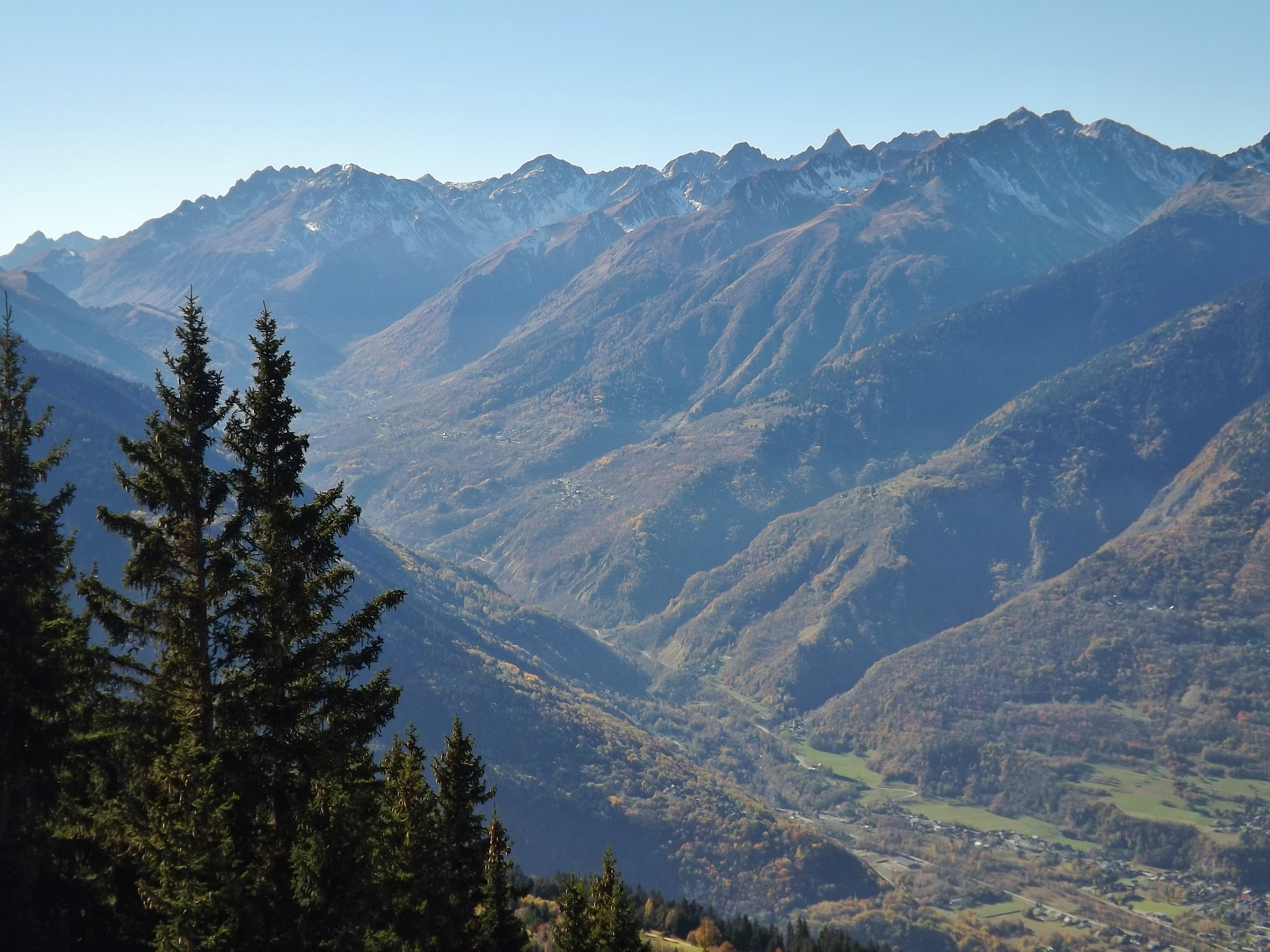
Vallée des Villards
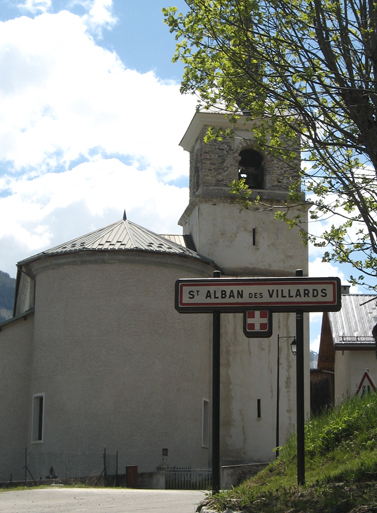
Kerk van Saint-Alban-des-Villards

## Geografie
De oppervlakte van Saint-Alban-des-Villards bedraagt 21,3 km², de bevolkingsdichtheid is dus 4,2 inwoners per km².
De onderstaande kaart toont de ligging van Saint-Alban-des-Villards met de belangrijkste infrastructuur en aangrenzende gemeenten.

## Demografie
Onderstaande figuur toont het verloop van het inwonertal (bron: INSEE-tellingen).